# 聖詹姆斯 (馬里蘭州)
聖詹姆斯（英語：St. James）是位於美國馬里蘭州華盛頓縣的一個普查規定居民點。

## 人口
根據2020年美國人口普查的數據，聖詹姆斯的面積為15.66平方千米，當中陸地面積為15.66平方千米，而水域面積為0.00平方千米。當地共有人口4757人，而人口密度為每平方千米303.77人。